# Semisonic
Semisonic – amerykańska grupa grająca rock alternatywny. Powstała w 1995 roku w Minneapolis. 

## Skład grupy
- Dan Wilson (wokal, gitara)
- John Munson (gitara basowa, wokal, keyboard)
- i Jacob Slichter (instrumenty perkusyjne, keyboard)

## Dyskografia
- 1993: Pleasure (demo)
- 1995: Pleasure EP (EP)
- 1996: Great Divide
- 1998: Feeling Strangely Fine
- 2001: All About Chemistry